# الفياضية
الفياضية قرية عراقيه تقع في سلسلة محافظة بابل تتبع إداريّاً لمحافظة بابل الحلة ناحية القاسم ، بلغ تعداد سكانها 100 نسمة حسب التعداد السكاني لعام 2004.